# Oligosita intensicolor
Oligosita intensicolor är en stekelart som beskrevs av Maksymilian Nowicki 1940. Oligosita intensicolor ingår i släktet Oligosita och familjen hårstrimsteklar.
Artens utbredningsområde är Polen. Inga underarter finns listade i Catalogue of Life.